# Klittvargspindel
Klittvargspindel (Alopecosa cursor) är en spindelart som först beskrevs av Carl Wilhelm Hahn 1831.  
Klittvargspindel ingår i släktet Alopecosa och familjen vargspindlar. Enligt den svenska rödlistan är arten akut hotad i Sverige. Arten förekommer i Götaland. Artens livsmiljö är jordbrukslandskap, havsstränder, skogslandskap. Utöver nominatformen finns också underarten Alopecosa cursor cursorioides.